# Генеральный викарий Ватикана
Генеральный викарий Ватикана или более формально Генеральный викарий Его Святейшества для града-государства Ватикан имеет дело с духовными потребностями Ватикана и аналогичен посту Генерального викария Рима, который имеет дело с повседневной администрацией диоцеза Рима.

## Генеральные викарии Ватикана
- Агостино Дзампини (30 мая 1929 — 7 июня 1937);
- Альфонсо Камилло Де Романис (20 августа 1937 — 18 января 1950);
- Петрус Канисиус Жан ван Льерде (13 января 1951 — 14 января 1991);
- кардинал Аурелио Сабаттани (14 января — 1 июля 1991);
- кардинал Вирджилио Ноэ (1 июля 1991 — 24 апреля 2002);
- кардинал Франческо Маркизано (24 апреля 2002 — 5 февраля 2005);
- кардинал Анджело Комастри (5 февраля 2005 — 20 февраля 2021);
- кардинал Мауро Гамбетти (20 февраля 2021 — по настоящее время).